# 커스틴 넬슨
커스틴 넬슨(Kirsten Nelson, 1970년 10월 3일 ~ )은 미국의 배우이다. 텔레비전 드라마 《사이크》에서 캐런 빅 역을 맡고 있다.